# Школа «на Бараках»

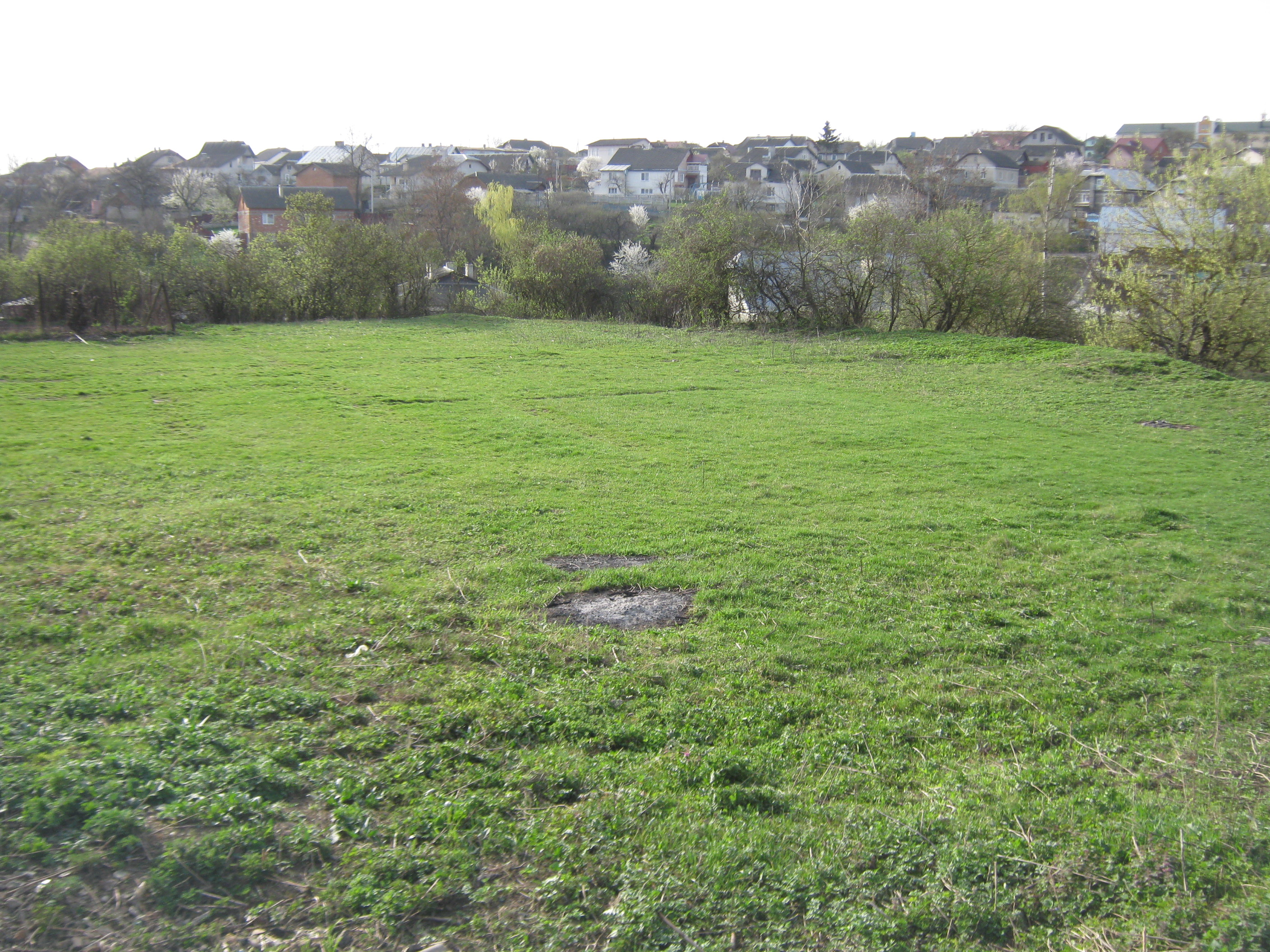
Місце, де була школа, квітень 2016

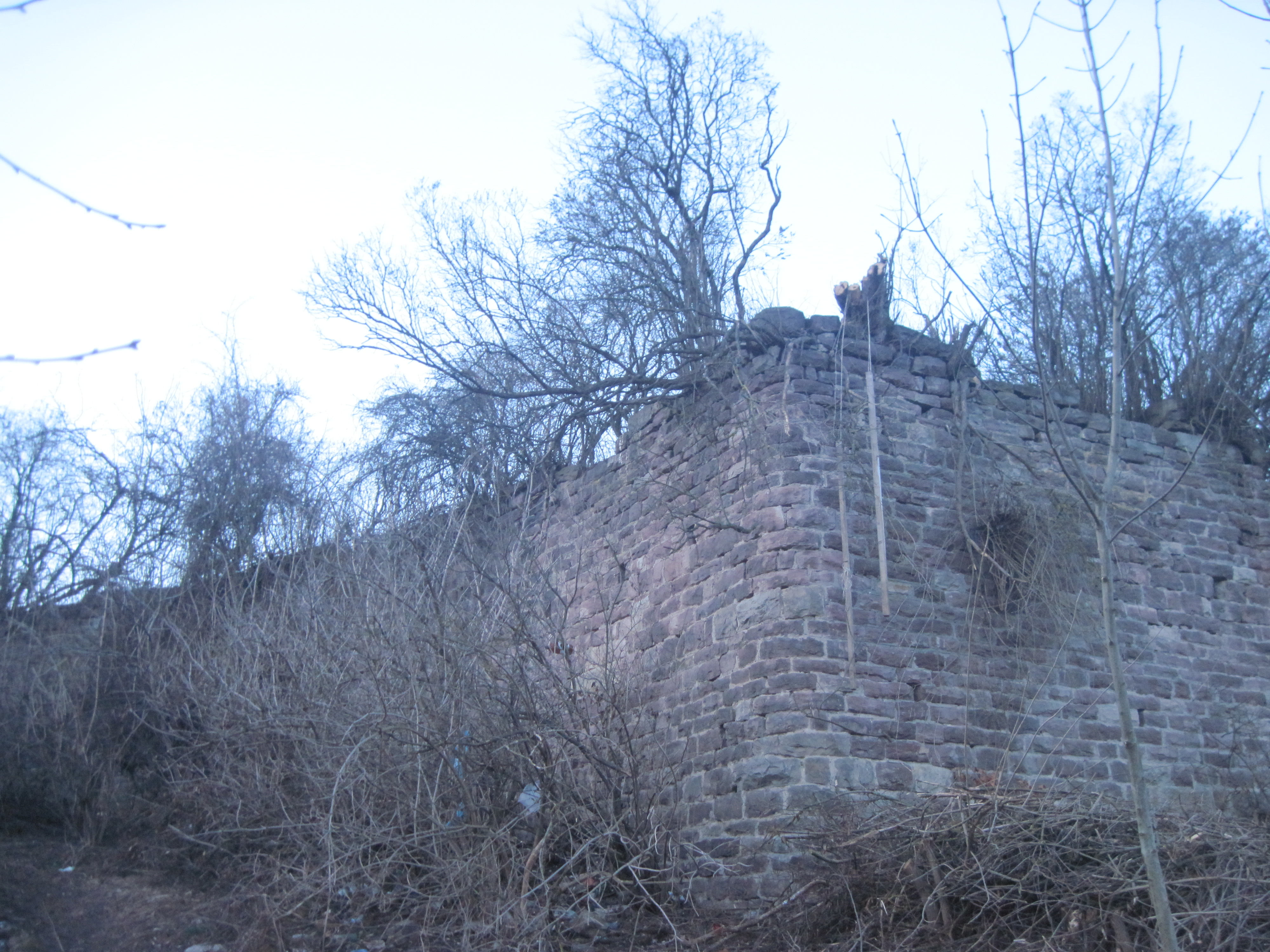
Залишки підпірної стіни території довкола школи

Бучацька хлоп'яча школа імені Адама Міцкевича (пол. Szkoła powszechna im. A. Mickiewicza), також відома як Школа «на Бараках»  — колишній  навчальний заклад у Бучачі. У міжвоєнний період мовою навчання була польська. Будівля зруйнована під час бомбардування авіацією Червоної Армії.

## Відомості
Будинок школи споруджений в 1904—1905 роках. У 1932 році в Польщі та окупованій нею частині ЗУНР відбулась шкільна реформа. В результаті перестали існувати виділові школи, замість яких утворили 7-класні народні.
За спогадами бучачанина Івана Бобика:
- у приміщенні діяли 7-класова хлоп'яча та 4-класова школи для дівчат[2] (але станом на 1932 рік, згідно публікації в газеті «Dziennik Urzędowy Kuratorjum Okręgu Szkolnego Lwowskiego» — друкованому органі Львівської окружної шкільної кураторії — діяла тільки хлоп'яча)
- будинок школи не зберігся: він знищений після бомбардування авіацією Червоної армії в 1944 р. через те, що в ньому розташовувався гітлерівський госпіталь.

Нині на місці, де була школа — галявина, розташована між насипом залізниці та будівлею сучасного районного військового комісаріату (колишнє помешкання родини Гамерських) між вулицями Галицькою та Гнатюка. Збереглися підпірні стіни земельної ділянки школи.
Серед учнів та випускників школи — український художник Володимир Воронюк, Михайло Островерха, серед учителів — катехит о. Евстахій Барановський